# 卜家崾岘遗址
卜家崾岘遗址，位于中国甘肃省合水县，为一个省级文物保护单位，类型为古遗址。
卜家崾岘遗址的历史年代为新石器时代至青铜时代。